# Полидор (сын Приама)

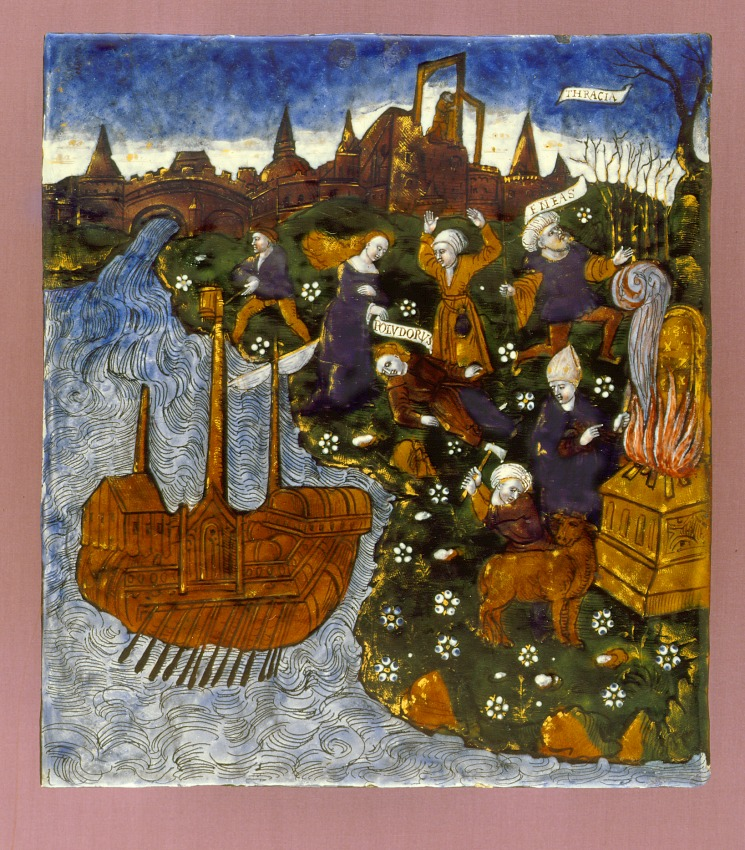
Нахождение тела Полидора

Полидор (др.-греч. Πολύδωρος) — в греческой мифологии троянский царевич . Миф разработан в трагедии Еврипида «Гекуба» и «Метаморфозах» Овидия.
Сын Приама и Гекабы (или Лаофои). Согласно «Илиаде», он был сыном Лаофои и погиб в бою, сражённый Ахиллом.
Согласно Еврипиду и Вергилию, был отправлен Приамом с троянскими сокровищами к царю Херсонеса Фракийского Полиместору, женатому на его сестре. Узнав о гибели Трои и желая завладеть сокровищами, Полиместор убил Полидора и выбросил его тело в море. Гекуба, согласно Еврипиду, нашедшая тело сына, отомстила Полиместору, убив его детей и ослепив его самого.
Вергилий рассказывает немного другую историю в третьей песне "Энеиды": сначала беженцы-троянцы прибывают в земли фракийцев, и Эней закладывает первый свой город, назвав его "Энеада". Он хочет срезать лозу для жертвоприношения, но из стеблей течёт кровь, и куст заговаривает с ним человеческим голосом. Это оказывается место погребения царевича. В ужасе Эней собирает своих людей, они проводят над этим местом погребальный обряд, а затем отплывают, бросив город Энеаду. 
По некой трагедии, воспитан как сын фракийского царя Полиместора и Илионы, отправился в Дельфы и, вернувшись оттуда, узнал, что он сын Приама, и ослепил и убил Полиместора. Тень Полидора появляется в трагедии Еврипида «Гекуба».